# Kétszáz magyar forint (érme, 1994)

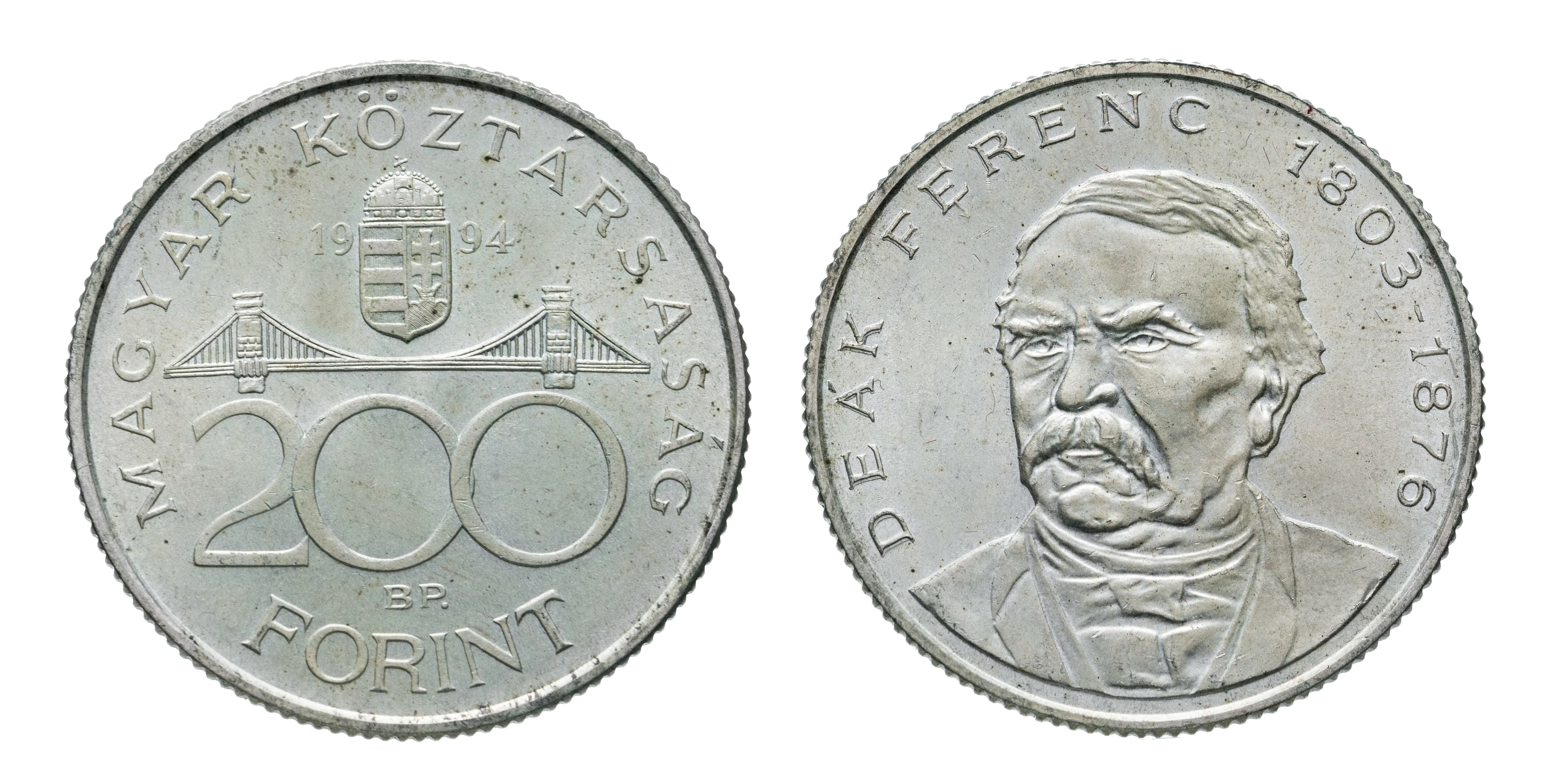
Az érme elő- és hátlapja

Az 1994-től vert ezüst kétszáz forintos érme egy forgalomból kivont forgalmi forintérme, melyet 1994-1998 között vertek (1996 kivételével). Az érme az 1992-ben bevezetett kétszázastól a hátlapi éremképben tér el. A hátlapot az érme eredeti tervezője, Bognár György tervezte át. A „deákos” vereteket 1994. április 29-én hozták forgalomba, és 1998. április 3-án vonták ki (az 1992-es típussal együtt), de a Nemzeti Bank még 1999. április 3-ig beváltotta. Helyét a kétszáz forintos bankjegy vette át a forgalomban.

## Leírás

A kiscímer (előlap)

Az érme 500‰-es ezüst-réz ötvözetből készült. Átmérője 32 mm, vastagsága 1,7 mm, tömege 12 g.
Előlapján félkörívben a MAGYAR KÖZTÁRSASÁG felirat olvasható, ezen belül a koronás kiscímer és két oldalán megosztva a verési évszám, alatta a Lánchíd, az alatt a 200 FORINT értékjelzés látható (az értékjelzés számjegyei kissé átlapolnak). Az értékjelzés középső nullája alatt a BP. verdejegy található.
Az érme hátlapján félkörívben a DEÁK FERENC 1803-1876 felirat olvasható, alatta Deák Ferenc enyhén jobbra (a szemlélőnek balra) tekintő portréja látható.
Az érme pereme recés, a recék száma 126.

## Előállítása

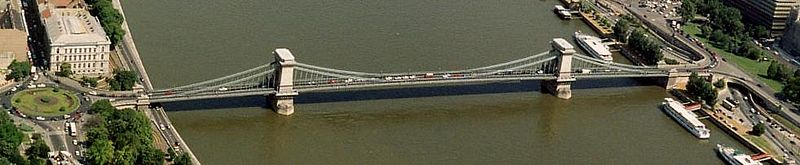
A Lánchíd (előlap)

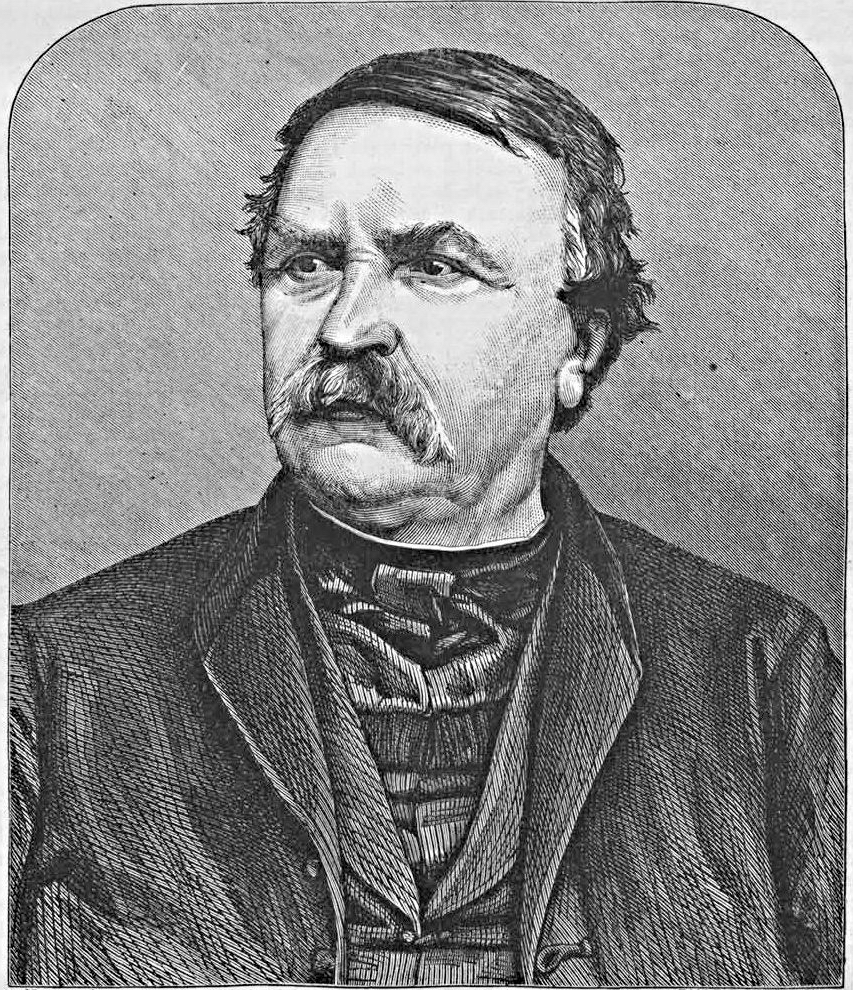
Deák Ferenc (hátlap)

Habár a deákos kétszázast négy évjárattal is verték, csak 1994-ben készült milliós mennyiségben, 1995-ben már csak 100 000 darab készült. 1996-ban pedig egyetlen példányt sem vertek, emiatt az 1996-os forgalmi sorból is hiányzik, holott hivatalosan forgalmi forintérmének minősült. 1997-ben már újra vertek kétszázast, de csak 10 000 darabot, 1998-ban, a kivonás évében, szintén ugyanennyit. Ezek az adott év forgalmi soraiba is belekerültek.
Az érmék numizmatikai értéke is a kivert mennyiség szerint alakul: 1994-es kétszázasból csak az ép, verdefényes, illetve a proof darabokat érdemes gyűjteni, a későbbi veretek esetében viszont már a gyengébb tartású érmék is keresettek (habár ezek között kisebb arányban vannak megviselt darabok, mert nagy részük a kibocsátás után egyből a gyűjteményekbe került). Egy 1994-es kétszázas 2007-ben állapottól függően 300-600 forintot ért, gyengébb daraboknál az értéket az ezüsttartalom adja.
| Évjárat | Vert mennyiség (db) | Vert mennyiség (db) |
| Évjárat | BU                  | PP                  |
| ------- | ------------------- | ------------------- |
| 1994.   | 5 000               | 15 000              |
| 1995.   | 85 000              | 15 000              |
| 1997.   | 7000                | 3000                |
| 1998.   | 7000                | 3000                |

## Forgalomba nem hozott változatok
1994-ben készültek ezüst próbaveretek BU és PP kivitelben 50 darabos mennyiségben. A PRÓBAVERET felirat az előlapon található.

## Külső hivatkozások
- Forint Portál – az összes forgalmi forintérme képe
- gyártási információk Archiválva 2012. május 15-i dátummal a Wayback Machine-ben